# Буда-Воробьёвская
Бу́да-Воробьёвская (укр. Буда-Вороб'ївська) — село в Новгород-Северском районе Черниговской области Украины. Население — 423 человека. Занимает площадь 1,48 км². Расположено на реке Вара при впадении её притока Варица.
Почтовый индекс: 16012. Телефонный код: +380 4658.

## Власть
Орган местного самоуправления — Будо-Воробьёвский сельский совет. Почтовый адрес: 16012, Черниговская обл., Новгород-Северский р-н, с. Буда-Воробьёвская, ул. Ленина, 2.